# Météorite de Shergotty
« Shergotty » redirige ici. Pour les autres significations, voir Shergotty (homonymie).
La météorite de Shergotty, ou simplement Shergotty, est une météorite tombée en 1865 près de Sherghati (en) (dans l'État du Bihar, en Inde). C'est une roche magmatique de composition ultramafique, qui présente des traces de métamorphisme de choc.
Avec Nakhla et Chassigny, Shergotty  est l'une des trois premières météorites SNC connues. Suspectées depuis longtemps d'être des roches arrachées de la surface de la planète Mars, elles ont été confirmées comme telles depuis les mesures effectuées in situ par les sondes martiennes.
Shergotty a donné son nom au sous-groupe des shergottites, qui constituent les trois quarts environ des météorites martiennes. Ce sont toutes des roches ultramafiques dont l'âge de cristallisation est particulièrement petit pour des météorites : entre 150 et 596 Ma. Elles ont été éjectées de Mars il y a moins de 5 Ma, plausiblement par l'impact qui a créé le cratère Mojave,,.